# Alice Tortelli
Alice Tortelli (Firenze, 22 gennaio 1998) è una calciatrice italiana, difensore della Fiorentina, di cui è  capitano, e della nazionale italiana.
Con le Azzurrine dell'under 17 ha conquistato il terzo posto nel Campionato europeo di categoria 2014 ed il terzo posto nel Mondiale della Costa Rica.

## Carriera

### Club
Alice Tortelli si appassiona fin da piccola al calcio decidendo di tesserarsi per la Sestese, società con sede a Sesto Fiorentino, per approfondire la tecnica di gioco nella scuola calcio vestendo la maglia rossoblù. Con la Sestese viene inserita nelle formazioni miste giocando con i maschietti nei campionati giovanili fino al 2011. In seguito decide di trasferirsi al Rinascita Doccia, società anch'essa di Sesto Fiorentino, che ottenendo una deroga dalla federazione la utilizza nel campionato Giovanissimi Regionali affiancandole l'attaccante Irene Lotti, uniche due ragazze della squadra.
Durante il torneo le due ragazze vengono notate dagli osservatori del Firenze società che offre loro l'opportunità di giocare in una formazione interamente femminile nella formazione Primavera viola neo campione d'Italia. Tortelli fa quindi il suo esordio nella stagione 2013-2014 dove mette in mostra le sue qualità tecniche ottenendo la fiducia della società che la inserisce in rosa anche in prima squadra.
Il tecnico Sauro Fattori, dopo averla inserita in rosa nella stagione 2013-2014, decide di farla debuttare in Serie A il 9 novembre, alla 7ª giornata di campionato, facendole rilevare Simona Parrini a qualche minuto dalla fine nel derby toscano vinto in casa 4-1 con la Scalese, e facendola scendere titolare solo due incontri più tardi, giocando tutti i 90 minuti nella vittoria interna per 5-1 con il Como 2000. Fattori continua a darle fiducia, impiegandola con continuità per tutto il resto della stagione maturando 18 presenze su 30 incontri di campionato, e confermandola nel reparto difensivo anche la stagione successiva, per lei 20 presenze su 26 e primo gol in campionato, quello che alla 14ª giornata fissa sul 2-2 in recupero il pareggio esterno sul campo dell'AGSM Verona.
Nell'estate 2015, a seguito dell'istituzione della Fiorentina Women's come sezione femminile affiliata all'omonimo club maschile e da accordi con il Firenze, viene inserita in rosa nella nuova squadra che partecipa alla stagione viola 2015-2016. La squadra si rivela tra le protagoniste del campionato, arrivando in zona UEFA nelle ultime fasi e dovendo rinunciare alla Women's Champions League per aver perso l'ultimo incontro con l'AGSM Verona. Tortelli, oramai punto fisso della difesa viola, viene impiegata dal tecnico Fattori in 21 dei 22 incontri di campionato.
La stagione 2016-2017 è quella di maggior prestigio nella carriera di Tortelli, dove contribuisce a vincere il suo primo scudetto e la sua prima Coppa Italia. In quella stagione la Fiorentina non lascia mai la prima posizione in campionato, con il difensore impiegata in 19 dei 22 incontri di Serie A, festeggiando con le compagne anche l'accesso alla Champions League femminile.
Il 4 ottobre 2017 fa il suo esordio nel torneo continentale per club, la Women's Champions League 2017-2018, dove nell'incontro casalingo la Fiorentina supera per 2-1 le danesi del Fortuna Hjørring.

### Nazionale
Alice Tortelli viene convocata da Enrico Sbardella alle selezioni per accedere alla rosa della Nazionale italiana under 17 che, inserita nel Gruppo 9, deve affrontare le qualificazioni al Campionato europeo di categoria 2014 in Bulgaria dal 2 al 7 luglio 2013. Superata la prima fase conquistando il primo posto, l'Italia accede alla fase Élite, inserita nel Gruppo 3 che verrà giocato in Portogallo dal 15 al 20 ottobre 2013. Tortelli tuttavia non verrà mai utilizzata in questa fase. Il suo debutto avviene direttamente nel Mondiale 2014 dove le Azzurrine hanno conquistato il diritto di partecipazione dopo aver raggiunto il terzo posto per la zona UEFA. Gioca la sua unica partita del torneo allo stadio Alejandro Morera Soto di El Llano (Alajuela), nell'incontro perso per 1-0 contro le pari età del Venezuela. Al termine del torneo Tortelli conquista con le sue compagne il terzo posto.
Nuovamente selezionata nelle under 17 viene impiegata nella fase di qualificazione al Campionato europeo di categoria 2015. Tortelli viene inserita in rosa per la successiva fase élite da disputare alle isole Fær Øer, ma a causa di un lieve infortunio il suo debutto avviene alla seconda partita disputata dalle Azzurrine contro le pari età della Grecia.
Nel 2015 Enrico Sbardella la convoca per vestire la maglia dell'under 19 per impiegarla durante la fase élite delle qualificazioni all'edizione 2016 del campionato europeo di categoria.

## Statistiche

### Presenze e reti nei club
Statistiche aggiornate al 25 gennaio 2025.
| Stagione          | Squadra           | Campionato        | Campionato | Campionato | Coppe nazionali | Coppe nazionali | Coppe nazionali | Coppe internazionali | Coppe internazionali | Coppe internazionali | Altre coppe | Altre coppe | Altre coppe | Totale | Totale |
| Stagione          | Squadra           | Comp              | Pres       | Reti       | Comp            | Pres            | Reti            | Comp                 | Pres                 | Reti                 | Comp        | Pres        | Reti        | Pres   | Reti   |
| ----------------- | ----------------- | ----------------- | ---------- | ---------- | --------------- | --------------- | --------------- | -------------------- | -------------------- | -------------------- | ----------- | ----------- | ----------- | ------ | ------ |
| 2013-2014         | Firenze           | A                 | 18         | 0          | CI              | ?               | ?               | -                    | -                    | -                    | -           | -           | -           | 18     | 0      |
| 2014-2015         | Firenze           | A                 | 20         | 1          | CI              | ?               | ?               | -                    | -                    | -                    | -           | -           | -           | 20     | 1      |
| Totale Firenze    | Totale Firenze    | Totale Firenze    | 38         | 1          |                 | ?               | ?               |                      | -                    | -                    |             | -           | -           | 38     | 1      |
| 2015-2016         | Fiorentina        | A                 | 21         | 0          | CI              | 2               | 0               | -                    | -                    | -                    | -           | -           | -           | 23     | 0      |
| 2016-2017         | Fiorentina        | A                 | 19         | 0          | CI              | 4               | 0               | -                    | -                    | -                    | -           | -           | -           | 23     | 0      |
| 2017-2018         | Fiorentina        | A                 | 19         | 0          | CI              | 4               | 0               | UWCL                 | 4                    | 0                    | SI          | 1           | 0           | 28     | 0      |
| 2018-2019         | Fiorentina        | A                 | 18         | 0          | CI              | 5               | 0               | UWCL                 | 4                    | 0                    | SI          | 1           | 0           | 28     | 0      |
| 2019-2020         | Fiorentina        | A                 | 11         | 0          | CI              | 1               | 0               | UWCL                 | 1                    | 0                    | SI          | 1           | 0           | 14     | 0      |
| 2020-2021         | Fiorentina        | A                 | 17         | 0          | CI              | 2               | 0               | UWCL                 | 2                    | 0                    | SI          | 2           | 0           | 23     | 0      |
| 2021-2022         | Fiorentina        | A                 | 21         | 0          | CI              | 3               | 0               |                      | -                    | -                    |             | -           | -           | 24     | 0      |
| 2022-2023         | Fiorentina        | A                 | 26         | 0          | CI              | 3               | 0               |                      | -                    | -                    |             | -           | -           | 27     | 0      |
| 2023-2024         | Fiorentina        | A                 | 15         | 0          | CI              | 1               | 0               |                      | -                    | -                    |             | -           | -           | 16     | 0      |
| 2024-2025         | Fiorentina        | A                 | 12         | 0          | CI              | 1               | 0               | UWCL                 | 3                    | 0                    | SI          | 1           | 0           | 17     | 0      |
| 2025-2026         | Fiorentina        | A                 | -          | -          | CI              | -               | -               | -                    | -                    | -                    | AWC         | -           | -           | -      | -      |
| Totale Fiorentina | Totale Fiorentina | Totale Fiorentina | 179        | 0          |                 | 26              | 0               |                      | 14                   | 0                    |             | 6           | 0           | 225    | 0      |
| Totale carriera   | Totale carriera   | Totale carriera   | 217        | 1          |                 | 26              | 0               |                      | 14                   | 0                    |             | 6           | 0           | 263    | 1      |

### Cronologia presenze e reti in nazionale
| Cronologia completa delle presenze e delle reti in nazionale ― Italia | Cronologia completa delle presenze e delle reti in nazionale ― Italia | Cronologia completa delle presenze e delle reti in nazionale ― Italia | Cronologia completa delle presenze e delle reti in nazionale ― Italia | Cronologia completa delle presenze e delle reti in nazionale ― Italia | Cronologia completa delle presenze e delle reti in nazionale ― Italia | Cronologia completa delle presenze e delle reti in nazionale ― Italia | Cronologia completa delle presenze e delle reti in nazionale ― Italia |
| Data                                                                  | Città                                                                 | In casa                                                               | Risultato                                                             | Ospiti                                                                | Competizione                                                          | Reti                                                                  | Note                                                                  |
| --------------------------------------------------------------------- | --------------------------------------------------------------------- | --------------------------------------------------------------------- | --------------------------------------------------------------------- | --------------------------------------------------------------------- | --------------------------------------------------------------------- | --------------------------------------------------------------------- | --------------------------------------------------------------------- |
| 22-9-2020                                                             | Zenica                                                                | Bosnia ed Erzegovina                                                  | 0 – 5                                                                 | Italia                                                                | Qual. Euro 2022                                                       | -                                                                     |                                                                       |
| 14-6-2021                                                             | Wiener Neustadt                                                       | Austria                                                               | 2 – 3                                                                 | Italia                                                                | Amichevole                                                            | -                                                                     |                                                                       |
| Totale                                                                |                                                                       | Presenze                                                              | 2                                                                     |                                                                       | Reti                                                                  | 0                                                                     |                                                                       |

## Palmarès

### Club
- Campionato italiano: 1

Fiorentina: 2016-2017
- Coppa Italia: 2

Fiorentina: 2016-2017, 2017-2018
- Supercoppa italiana: 1

Fiorentina: 2018